# Кашубия
Кашу́бия (также Кашу́бы; кашуб. Kaszëbë; пол. Kaszuby; нем. Kaschubien; лат. Cassubia) — западнославянская этническая территория кашубов на северо-западе Польши. Главная общественная организация кашубов Кашубско-Поморское объединение называет неофициальной столицей Кашубии город Гданьск. В некоторых энциклопедических изданиях кашубской столицей названы города Вейхерово или Картузы.

## Население

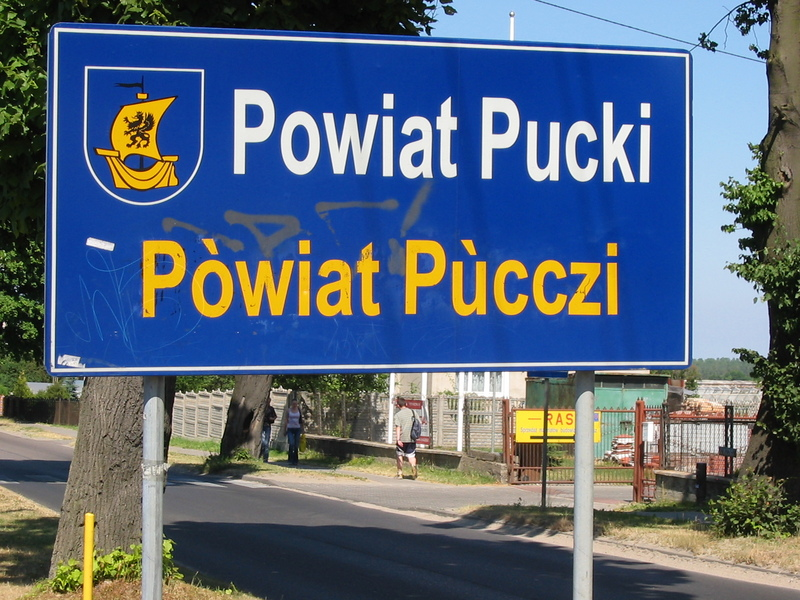
Двуязычный знак «Пуцкий повят» на польском и кашубском языках. Пуцк, Польша

Существуют различные оценки численности кашубов. Принято считать, что их проживает более 300 000 человек в Польше. По другим данным, их насчитывается от 50 000 до 500 000 человек.
При переписи в Польше в 2002 году только 5 062 человека заявили, что они кашубы по национальности, хотя 52 665 человек объявили, что кашубский язык — родной для них. Большинство кашубов предпочитали говорить, что они поляки по гражданству, а кашубы по этнической принадлежности, то есть считают себя как поляками, так и кашубами. По данным переписи 2011 года к кашубам в Польше себя отнесли 228 тыс. человек, в том числе 16 тыс. определили принадлежность к кашубам как к единственной нации (разрешено декларировать две национальности), 1 тыс. человек назвались кашубами как первой нацией (а польской как второй), а 211 тыс. человек определили кашубскую нацию как вторую (а польскую нацию как первую).

## Места проживания
| Герб | Город        | Повят              | Население (2009) | Территория (km²) |
| ---- | ------------ | ------------------ | ---------------- | ---------------- |
|      | Гданьск      | Гданьск            | 455 830          | 265,50           |
|      | Гдыня        | Гдыня              | 248 889          | 135              |
|      | Вейхерово    | Вейхеровский повят | 47 188           | 25,65            |
|      | Румя         | Вейхеровский повят | 45 381           | 30,09            |
|      | Хойнице      | Хойницкий повят    | 39 960           | 21,05            |
|      | Сопот        | Сопот              | 38 619           | 17,31            |
|      | Косцежина    | Косцежский повят   | 23 000           | 15,83            |
|      | Реда         | Вейхеровский повят | 19 835           | 29,57            |
|      | Бытув        | Бытувский повят    | 16 733           | 8,72             |
|      | Владыславово | Пуцкий повят       | 15 015           | 38,41            |
|      | Картузы      | Картузский повят   | 14 934           | 6,23             |
|      | Пуцк         | Пуцкий повят       | 11 361           | 4,9              |
|      | Жуково       | Картузский повят   | 6483             | 5                |
|      | Брусы        | Хойницкий повят    | 4776             | 5,1              |
|      | Ястарня      | Пуцкий повят       | 3917             | 8                |
|      | Хель         | Пуцкий повят       | 3742             | 21,27            |

## История
Важнейшей особенностью истории Кашубии и кашубов является противостояние в разные её периоды германизации и полонизации. Историческое упоминание о Кашубии встречается ещё до XII века. Часть этой территории издавна разделяла судьбу Померании и управлялась кастелянами и родоначальниками. Верховная власть над ними принадлежала до XIII века полякам, а после этого времени они подчинились немецким императорам, одновременно с чем началась их германизация. Поморские князья раздробили свои земли на мелкие феодальные владения, за исключением Гданьского Поморья, оставшегося под властью Польши.
Источники 1238 года сообщают, что герцог Богуслав называется «герцогом Кашубии» (dux Cassubie); короли прусские также именуются Herzog von Kassuben — в Кашубии было герцогство. Реформация проникла в западную часть Поморья ещё в 1534 году, а в восточной части удержалось католичество. В 1637 году вымерли князья штетинские, и король польский Владислав IV соединил в своих руках все кашубские земли, но уже в 1657 году уступил часть их в вассальное владение Бранденбургу, а при первом и втором разделах Польши и все остальные кашубские земли отошли к Пруссии. Ещё тогда, когда они принадлежали Польше, здесь происходила немецкая колонизация, рядом с которой шла негласная германизация населения. Со времени присоединения всех кашубских земель к Пруссии эта германизация получила официальную санкцию; правительство прусское стало принимать решительные меры против славянской речи, действуя, главным образом, при помощи церкви (протестантской) и школы.
В 1811 году польский язык в Лауэнбургском (Люценбургском) округе был официально запрещён; запрещено готовить детей к конфирмации на польском языке. Позже были сделаны попытки изгнать славянский язык из католической школы, с заменой на уроках Закона Божия польского языка немецким; поводом к этому послужило в 1843 году ходатайство областного сейма в Кёнигсберге. Католическое духовенство, боясь, что вслед за немецким языком явится и протестантизм, обратилось за помощью к данцигскому пастору Мронговиусу, пользовавшемуся большим ученым авторитетом — и он выдал свидетельство в том, что кашубский язык, употребляемый в Западной Пруссии, есть только наречие литературного польского языка (Hochpolnisch), более к нему близкое, нежели баварское или саксонское наречие — к литературному немецкому языку (Hochdeutsch). На основании этого в 1846 г. разрешено было преподавать Закон Божий в кашубских областях на «родном языке» населения, а в 1852 г. последовало министерское разрешение преподавать «родной язык, как основание для изучения немецкого» (die Muttersprache, als Grundlage zur Erlernung des deutschen).

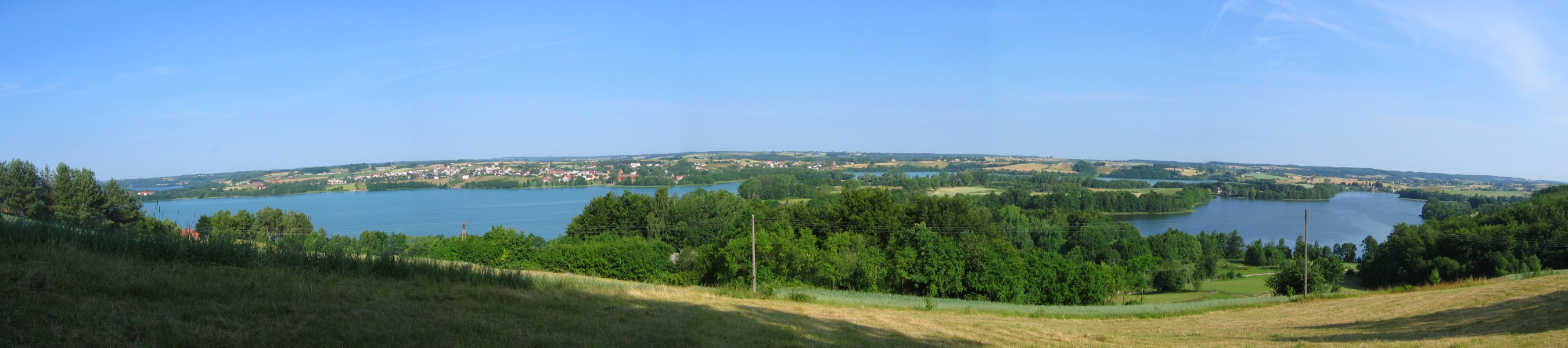
Кашубский ландшафтный парк